# Prosopocera tenuis
Prosopocera tenuis är en skalbaggsart som beskrevs av Stefan von Breuning 1938. Prosopocera tenuis ingår i släktet Prosopocera och familjen långhorningar.
Artens utbredningsområde är Kenya. Inga underarter finns listade i Catalogue of Life.